# Suarezia differens
Suarezia differens är en kräftdjursart som beskrevs av Barnard 1959A. Suarezia differens ingår i släktet Suarezia och familjen Scleropactidae. Inga underarter finns listade i Catalogue of Life.